# Une semaine ordinaire
Pour plus de détails, voir Fiche technique et Distribution.
Une semaine ordinaire (The Longest Week) est un film américain réalisé par Peter Glanz et sorti en 2014.

## Synopsis
Conrad, un homme de 40 ans qui a toujours été entretenu par ses riches parents et n'a jamais travaillé se trouve du jour au lendemain sans ressources et part s'installer chez son meilleur ami Dylan. C'est alors qu'il rencontre la dernière conquête de Dylan, Beatrice. Il a une semaine pour se trouver un logement et un emploi, tout en séduisant la belle Béatrice,.

## Fiche technique
- Titre original : The Longest Week
- Titre canadien : Une semaine sans fin
- Réalisation : Peter Glanz
- Production :  YRF Entertainment
- Scénario : Peter Glanz et Juan Iglesias
- Photographie : Ben Kutchins
- Lieu de tournage : New York
- Musique : Jay Israelson
- Montage : Sarah Flack
- Durée : 96 minutes
- Date de sortie: 5 septembre 2014

## Distribution
- Jason Bateman : Conrad Valmont
- Billy Crudup : Dylan Tate
- Olivia Wilde : Beatrice Fairbanks
- Tony Roberts : Barry
- Laura Clery : Bunny
- William Abadie : concierge
- Stephen Temperly : Jean-Louis Valmont
- Alexandra Neil : Maribel Valmont
- Seamus Davey-Fitzpatrick : Conrad jeune
- Barry Primus : Bernard le chauffeur
- Jayce Bartok : artiste
- Barbara Schulz : Marianne